# Amazon Tower II
O Day 1 (Dia 1), também conhecido como Amazon Tower II e, Rufus 2.0 Block 19, é um arranha-céus comercial de 159 m de altura, localizado na cidade de Seattle, Washington, faz parte do complexo de 03 (três) torres que serve como sede da Amazon.com , que está localizado na cidade de Seattle, no bairro Denny Triangle, localizado no cruzamento da Rua Lenora e 7th Avenue.
Assim como a Amazon Tower I, foi projetada pela firma de arquitetura NBBJ, construída pela empreiteira Sellen Construction e, tem o intuito de receber o certificado LEED de construção sustentável.

## Esferas
O bloco também possui três esferas de vidro com (24 a 27 m de pé direito), com área de 6.000 m², voltadas para a rua  que abrigarão cinco andares de espaço, para trabalho flexível, comportando 1.800 empregados e varejo. As esferas-vidro e aço, são separadas do edifício por um gramado e parque, o projeto ganhou cobertura da imprensa internacional; um dos poucos críticos de Seattle, Mathew Albores, comparou sua hostilidade pedonal ao Museu EMP, não oferecendo nenhuma proteção contra chuva e pouco varejo.